# Arnaldo Samaniego (árbitro)
Arnaldo Ariel Samaniego Cantero (nacido el 27 de enero de 1983)  es un árbitro de fútbol paraguayo que ha sido árbitro internacional de la FIFA desde 2017.
Debutó en la Copa Tigo-Visión Banco de la Primera División en el 2010.